# Duché

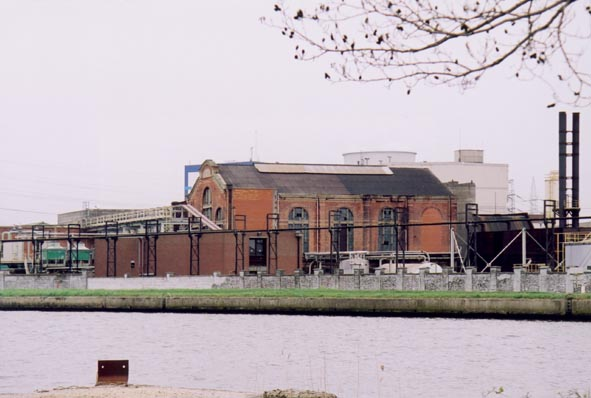
Zicht op de fabriek vanaf de overkant van het kanaal

Duché was een Vilvoords bedrijf actief in de chemische industrie (gelatine), dat bestond van 1890 tot 1964. Vandaag maakt het als 'PB Gelatins' deel uit van de Tessenderlo Group. Het fabrieksterrein bevindt zich tussen Vilvoorde en het Grimbergse gehucht Verbrande Brug en ligt voor een deel op het grondgebied van de gemeente Grimbergen.

## Geschiedenis

### SA de Grimberghen (1890-1911)
De eerste gelatinefabriek aan de Willebroekse Vaart ten noorden van Vilvoorde werd gebouwd door het bedrijf Blieck Frères in 1890 en droeg de naam "Société Anonyme des Produits Chimiques de Vilvorde" of kortweg "Usine Blieck". Naast gelatine en beenderlijm produceerde men er ook beenderfosfaat. Enkele jaren later nam de in Londen gevestigde firma "T.M. Duché and Sons" het bedrijf over. De fabriek kreeg de naam "Société Anonyme de Grimberghen S.A." en Marius Duché ging de fabriek leiden. Voorheen was Marius Duché een Londense reder.

### Pont-Brûlé (1896-1911)
Marius Duché richtte in 1896 naast de bestaande fabriek een nieuwe op met de naam "Société Anonyme de Vilvorde (Usine Duché) S.A.". Naast gelatine en beenderfosfaat werden er in de nieuwe fabriek ook afgeleide producten geproduceerd. In 1900 werd de naam van Usine Duché gewijzigd naar "Société Anonyme de Pont-Brûlé", waarbij Pont-Brûlé verwijst naar het Grimberse gehucht Verbrande Brug (Pont Brûlé in het Frans). Pont-Brûlé had zijn maatschappelijke zetel in Grimbergen. Het bedrijf ging zich meer nadrukkelijk richten op de fabricatie van producten uit de zware scheikundige nijverheid.
De militaire stafkaart uit 1902 toont de gelatinefabrieken van Marius Duché aan de Willebroekse Vaart, verbonden met de Mechelsesteenweg in Vilvoorde door middel van een verharde weg die vandaag overeenkomt met de Marius Duchéstraat.

### Duché (1911-1964)
In 1911 fuseerde de SA de Grimberghen met Pont-Brûlé tot de "N.V. Usines Duché S.A." met zetel in Vilvoorde. Ook na de fusie werd nog vaak naar het bedrijf verwijzen met de naam Pont-Brûlé. In de loop van de twintigste eeuw groeide het bedrijf uit tot een oppervlakte van ongeveer 80 ha. Het bedrijf diversifieerde zijn productie van chemische producten; ook vitriool, zoutzuur, salpeterzuur en meststoffen werden er geproduceerd. In 1959 bouwde de Duché een pijpleiding over het Zeekanaal Brussel-Rupel met een overspanning van 65 meter op 35 meter boven het wateroppervlak. Door deze pijpleiding konden producten geproduceerd op de linkeroever van het kanaal gemakkelijk naar de Usines Duché vervoerd worden. Voordien diende men deze producten via de Chemin de Fer Industriel (C.F.I.) te vervoeren via de Budabrug in Haren, een grote omweg van acht kilometer. Wanneer men op de linkeroever een overschot aan waterdamp had, kon dit eveneens gebruikt worden bij Duché voor de gelatineproductie.

### Tessenderlo Chemie 'PB Gelatins'
In 1964 werd het overgenomen door het Limburgse bedrijf PCT (Produits Chimiques de Tessenderloo). In 1972 kreeg de afdeling in Vilvoorde  de naam 'PB Gelatins', waarbij PB verwijst naar het oorspronkelijke bedrijf 'Pont-Brûlé'. Vanaf 1983 werden de verschillende filialen van deze maatschappij gegroepeerd onder de benaming Tessenderlo Chemie.

## Wetenswaardigheden
- Van de oorspronkelijke gebouwen bestaat vandaag nog een turbinehal, gebouwd in 1919. Deze turbinehal is geklasseerd als onroerend erfgoed en is vandaag nog in gebruik als thermische centrale.[2]
- In Vilvoorde werd een straat vernoemd naar Marius Duché. De straat werd in 1907 aangelegd als resultaat van een samenwerkingsakkoord tussen de stad Vilvoorde en de "S.A. de Vilvorde Usines Duché".[1].